# Kaeng Phet

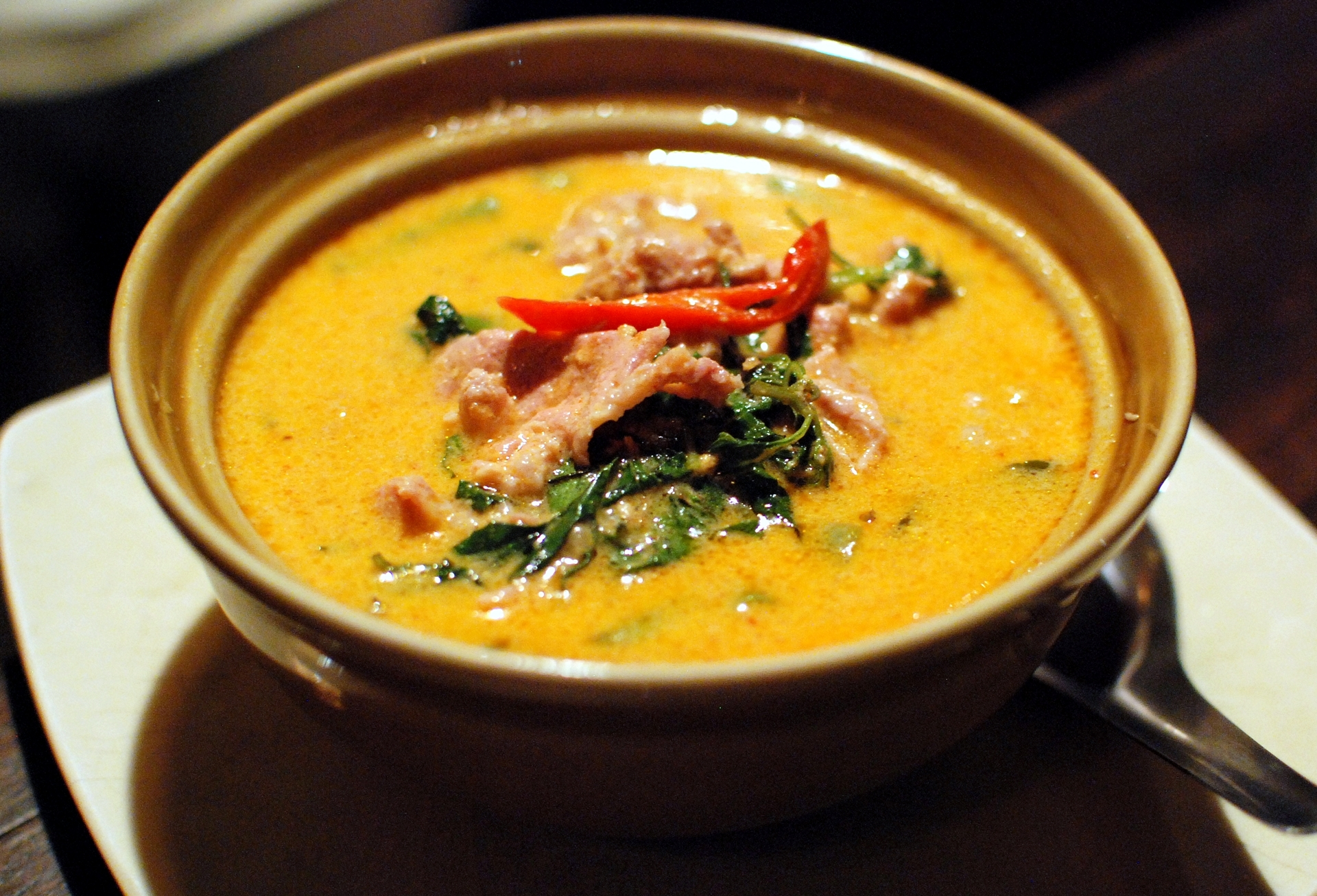
Rotes Thai-Curry

Kaeng Phet (Thai: แกงเผ็ด; Aussprache: [kæːŋ-pʰèt]) ist ein Gericht der klassischen thailändischen Küche. Kaeng Phet heißt wörtlich übersetzt etwa „Scharfe Suppe“, außerhalb Thailands ist es als Rotes Thai-Curry bekannt. Die rote Farbe des Gerichts rührt von den vielen roten Zutaten her, daher wird es auch manchmal Kaeng Daeng („Rote Suppe“) genannt. Grünes Thai-Curry nennt sich Kaeng Khiao Wan.

## Allgemeines
Im Unterschied zu einem indischen Curry werden die thailändischen Kaeng-Gerichte nicht aus gemahlenen Gewürzen hergestellt, sondern aus einer Currypaste, die nicht zuerst in Fett angebraten wird, sondern häufig in Kokosmilch durch Aufkochen aufgelöst wird.

## Die Paste
Die Kunst, ein richtiges Kaeng zuzubereiten, liegt zuerst in der Herstellung der Khrueang Kaeng (Thai: เครื่องแกง), der Paste. Eine händische Zubereitung erfolgt mit einem Mörser (Thai: ครก), bevorzugt aus solidem Stein hergestellt. Hierin werden mit dem Stößel (Thai: สาก) die Zutaten so lange zerstampft, zerstoßen und zerrieben, bis sie Khao Gan (Thai: เข้ากัน - wörtl: zusammen (herein-)kommen), bis also eine aromatische, homogene, dickliche Masse entstanden ist.

## Zutaten

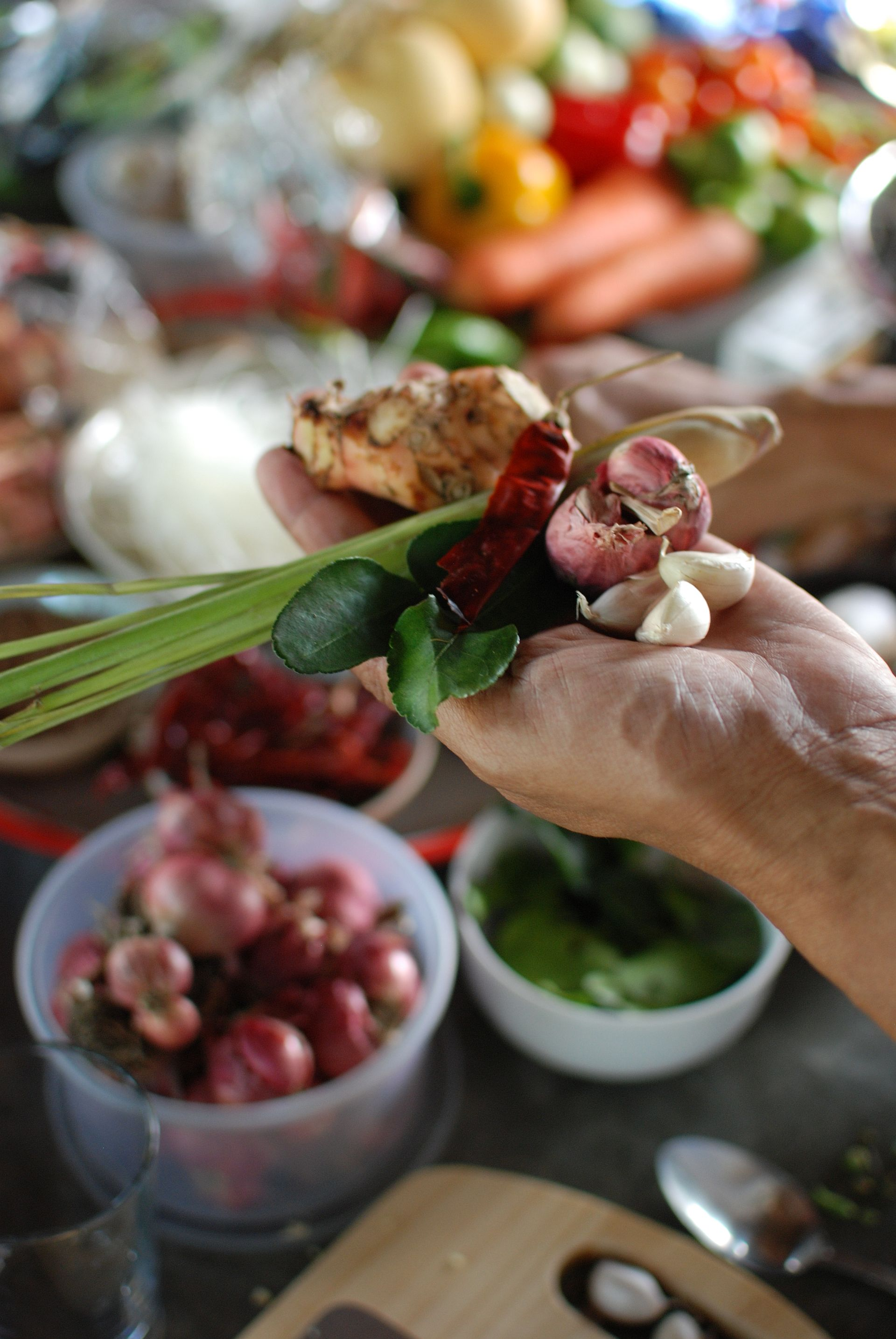
Einige Zutaten zur Herstellung des Khrueang Kaeng

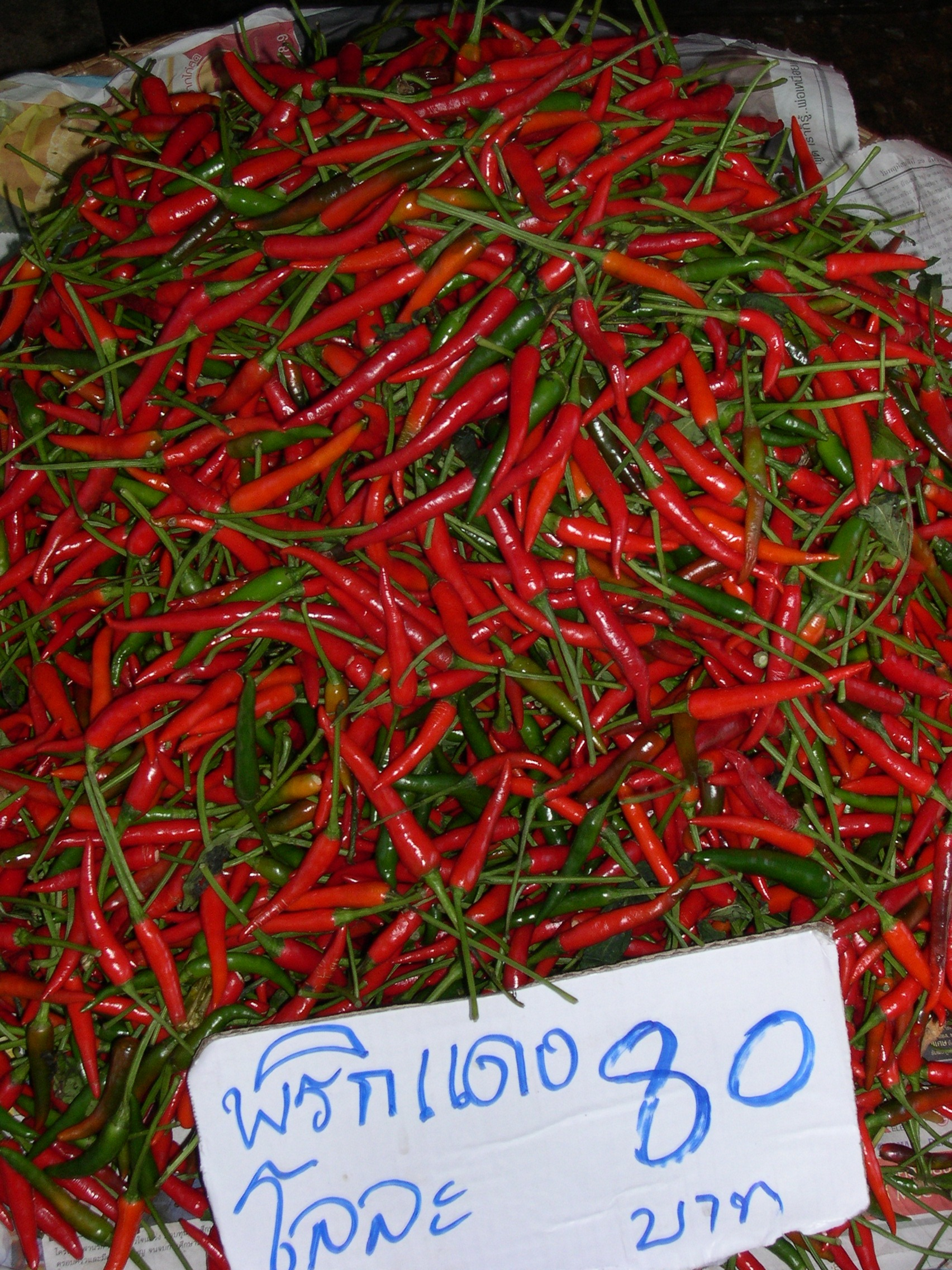
Rote „Mäusekot-Chili“, ein Kilogramm kostet hier 80 Baht

- Zutaten zur Khrueang Kaeng (Paste):
  - rote thailändische Chili (sogenannte „Mäusekot-Chili“, Thai: พริกขี้หนู - Phrik Khi Nu)
  - Schalotten (Thai: หัวหอม - Hua Hom),
  - Knoblauch (Thai: กระเทียม - Kratiam),
  - Galangawurzel (Thai: ข่า - Kha),
  - Zitronengras (Thai ตะไคร้ - Ta-Khrai)
  - Koriander-Wurzel (Thai: รากผักชี - Raak Phak Chi)
  - Garnelenpaste (Thai: กะปิ - Kapi)
  - geröstete Kreuzkümmel-Samen (Thai: ยี่หร่า - Yi-Rah)
  - grüne Pfefferkörner (Thai: พริกไทย - Phrik-Thai)

- Zutaten zur Suppe:
  - rote Khrueang Kaeng (Currypaste)
  - Kokosmilch (Thai: กะทิ - Kati)
  - Fischsauce (Thai: น้ำปลา - Nam Pla)
  - Palmzucker (Thai: น้ำตาลปึก - Nam-Than-Puek)
  - Limettenblätter (Thai: ใบมะกรูด - Bai Makrut)
  - Indisches Basilikum (Thai: ใบกะเพรา - Bai Kaphrao)
  - Bambus-Sprossen (Thai: หน่อไม้ - Nor Mai)
  - jede beliebige Art von Fleisch. Tofu, Fisch oder Krustentiere sind ebenfalls möglich

## Besonderheiten
Eine besondere Art von Kaeng Phet, das bis zur Mitte des 20. Jahrhunderts alleine dem königlichen Hof vorbehalten war, ist das Kaeng Phet Pet Yang (Thai: แกงเผ็ด เป็ดย่าง, wörtl.: „Scharfe Suppe, gegrillte Ente“). Als Besonderheit wurden dem Kaeng Phet Scheiben von auf Holzkohle gegrillter Ente hinzugefügt. Das rauchige Aroma der knusprigen Entenhaut harmoniert gut mit dem scharfen Kokosmilch-Gericht. Mittlerweile kann man dieses Gericht auch in Restaurants der gehobenen Kategorie erhalten.